# Colombia Open (2013-2015)
Il Colombia Open, noto come Claro Open Colombia per ragioni di sponsorizzazione, è stato un torneo di tennis maschile che si svolgeva annualmente a Bogotà, in Colombia, sui campi in cemento del Centro de Alto Rendimiento. Faceva parte della categoria ATP World Tour 250 series nell'ambito dell'ATP World Tour. Il torneo ha preso il posto del Los Angeles Open di Los Angeles nel 2013 e nel 2016 è stato sostituito nel calendario ATP dal torneo messicano Los Cabos Open.

## Risultati

### Singolare
| Anno | Campione          | Finalista        | Punteggio           |
| ---- | ----------------- | ---------------- | ------------------- |
| 2015 | Bernard Tomić (2) | Adrian Mannarino | 6–1, 3–6, 6–2       |
| 2014 | Bernard Tomić (1) | Ivo Karlović     | 7–6(5), 3–6, 7–6(4) |
| 2013 | Ivo Karlović      | Alejandro Falla  | 6–3, 7–6(4)         |

### Doppio
| Anno | Campione                              | Finalista                               | Punteggio              |
| ---- | ------------------------------------- | --------------------------------------- | ---------------------- |
| 2015 | Édouard Roger-Vasselin Radek Štěpánek | Mate Pavić Michael Venus                | 7–5, 6–3               |
| 2014 | Samuel Groth Chris Guccione           | Nicolás Barrientos Juan Sebastián Cabal | 7–6(5), 6(3)–7, [11–9] |
| 2013 | Purav Raja Divij Sharan               | Édouard Roger-Vasselin Igor Sijsling    | 7–6(4), 7–6(3)         |